# Joe Profaci
Giuseppe „Joe" Profaci (italiană: [dʒuˈzɛppe proˈfaːtʃi]; n. 2 octombrie 1897, Villabate, Sicilia, Regatul Italiei – d. 7 iunie 1962, New York City, New York, SUA) a fost un gangster italian care a înființat familia Colombo, una dintre cele cinci familii care formează mafia americană din New York. Fondată în 1928, aceasta a fost condusă de Profaci timp de peste trei decenii.